# Ultra HDR Image Format
Ultra HDR (Ultra High Dynamic Range) je formát obrazu zaměřený na vyšší kvalitu dynamického rozsahu a přesnost barevného podání. Tento formát díky širším barevným prostorům a dynamickým mapám (gain maps) umožňuje podrobnější zachycení detailů jak ve světlejších, tak tmavších oblastech, čímž vytváří živější a reálnější vizuální zážitek.

## Dynamický rozsah
Ultra HDR podporuje vyšší dynamický rozsah než tradiční HDR. Tento rozsah je založen na kombinaci více expozičních snímků do jednoho, což umožňuje zachytit detaily v tmavých a světlých částech obrazu. Tento rozsah se často dosahuje pomocí 10bitové nebo vyšší barevné hloubky, což výrazně zlepšuje kvalitu obrazu a poskytuje širší škálu jasových a stínových hodnot. Kde tradiční HDR nabízí 10 bitů na barevný kanál (tj. 1024 hodnot), Ultra HDR může využívat až 12 nebo 14 bitů, což znamená až 16 384 hodnot.

## Barevné podání
Ultra HDR využívá pokročilou barevnou hloubku a širší barevný gamut, což umožňuje realističtější barevné podání. Na rozdíl od standardního HDR, které využívá barevný prostor Rec. 709, Ultra HDR může pracovat s širšími barevnými prostory, jako jsou Rec. 2020 nebo DCI-P3, které poskytují více odstínů barev a přesnější přechody. Díky tomu Ultra HDR nabízí živější a věrnější barvy, čímž eliminuje nežádoucí přechody (banding) mezi odstíny a zajišťuje plynulé přechody, zvláště v jemných barevných přechodech.

## Formát a kompatibilita
Ultra HDR využívá různých kodeků, včetně H.265 (HEVC), který podporuje vysokou kompresi a je vhodný pro 4K a vyšší rozlišení. Dalším běžně používaným formátem je AV1, který nabízí lepší kompresi a je open-source alternativou. Tyto kodeky podporují dynamická metadata, což je klíčové pro využití plného potenciálu Ultra HDR.
Ultra HDR začíná být dostupný na moderních zobrazovacích zařízeních s HDR kompatibilními displeji. Android 14 od Googlu zajišťuje podporu tohoto formátu pro široké spektrum zařízení, od mobilních telefonů až po tablety. Také výrobci televizorů a monitorů, jako jsou LG, Samsung a Sony, postupně přidávají podporu Ultra HDR do svých zařízení, což naznačuje, že se tato technologie stává standardem.